# Права ЛГБТ в Государстве Палестина
ЛГБТ в Государстве Палестина подвергаются дискриминации. Мужская гомосексуальность запрещена в секторе Газа, в то время как на территории Западного берега реки Иордан гомосексуальные отношения законны. Однако и там, и там права ЛГБТ не защищены.

## Уголовное право и гражданские права
В Государстве Палестина не существует конкретного, отдельного законодательства о гражданских правах, которое защищает ЛГБТ-людей от дискриминации или преследований. Хотя сотни палестинцев-геев, по некоторым данным, бежали в Израиль из-за враждебности, с которой они сталкиваются в Палестине, в Израиле они подвергались домашнему аресту или депортации из-за неприменимости закона о предоставлении убежища к районам или странам, с которыми Израиль находится в конфликте.
Согласно сборнику законов против гомосексуальности (2010), подготовленному Международной ассоциацией лесбиянок, геев, бисексуалов, транссексуалов и интерсексуалов (ILGA), декриминализация гомосексуальности в Палестине не является полной. С одной стороны, однополые акты были декриминализованы на контролируемом Иорданией Западном берегу в 1951 году и остаются таковыми по сей день. С другой стороны, в секторе Газа британское постановление об уголовном кодексе № 74 от 1936 года остается в силе и продолжает запрещать однополые акты между мужчинами, предусматривая в качестве наказания до 10 лет лишения свободы. В то же время лесбиянки не являются субъектами кодекса, и их отношения, таким образом, официально не являются незаконными. В Палестине нет законов о гражданских правах, которые защищали бы ЛГБТ от дискриминации или преследований.
Палестинская администрация не принимала законов ни за, ни против гомосексуальности, хотя «на юридическом уровне президент Палестинской администрации опубликовал свое первое решение 20 мая 1994 года, в котором предусматривалось, что законодательство и законы, действовавшие до 5 июня 1967 года на Западном берегу и сектор Газа будет оставаться в силе» — и, как и в случае с почти всеми остальными палестинскими законами, запутанное правовое наследие иностранного контроля — османское, британское, иорданское, египетское и израильское — продолжает определять непоследовательное применение или неприменение уголовного законодательства о гомосексуальности в каждой из территорий.
Гомосексуальный палестинец по имени Саиф сказал, что «… местная полиция Палестинской администрации осведомлена и хранит документы о нём и других гомосексуалах, шантажируя их для работы в качестве шпионов и информаторов». Он рассказывает истории «парней, которых случайным образом вызывали и просили прийти в полицейские участки [Палестинской администрации], с угрозами, что их семьям скажут об их сексуальной ориентации, если они не появятся».
В том же сообщении отмечалось, что израильская разведка предлагала другому гомосексуальному палестинцу свободный въезд в Израиль на постоянной основе для посещения своего израильского бойфренда, если он предоставит «имена организаторов, религиозных людей в деревнях и имена детей, бросающих камни в израильские военные джипы». В отчёте отмечается, что израильская разведка отслеживала его местонахождение по мобильному телефону. Человек отказался от сотрудничества, несмотря на страх, что израильтяне раскроют его сексуальную ориентацию его семье и общине, которые могут отвергнуть его. Неизвестно, было ли что-либо впоследствии раскрыто.
В феврале 2016 года вооруженное крыло палестинской военизированной группировки Бригады «Изз ад-Дин аль-Кассам» провело казнь Махмуда Иштиви — одного из ведущих командиров группировки по обвинению в однополых сексуальных связях и кражах. Иштиви оставил двух жен и троих детей.
В августе 2019 года палестинские власти объявили, что группам ЛГБТ запрещено собираться на Западном берегу на том основании, что они «наносят ущерб высшим ценностям и идеалам палестинского общества». Это было сделано в ответ на запланированную конференцию в Наблусе, организованную палестинской ЛГБТ-группой «Аль-Каус».

## Брак и семья
Гомосексуальные палестинцы часто ищут убежища в Израиле, опасаясь за свою жизнь, и особенно опасаясь убийства собственными родственниками. По словам адвоката Шауля Гэннона из израильской ЛГБТ-организации Агуда — израильской целевой группы по ЛГБТ, около 2000 палестинских гомосексуалов живут в Тель-Авиве в любой конкретный момент времени.

## Отражение в культуре
Несколько израильских фильмов и телевизионных программ были посвящены проблеме ЛГБТ-палестинцев, часто имеющих отношения с ЛГБТ-израильтянами:
- «Дрифтинг[англ.]» (1982). В первом израильском фильме, посвященном темам ЛГБТ, рассказывается о двух палестинских мужчинах, многие из которых встречаются и взаимодействуют с героем в поисках любви[12].
- «Zero Degrees of Separation» (2005) — фильм исследует проблемы, с которыми сталкиваются однополые пары в Израиле, когда один из партнеров — палестинец или араб[5].
- «Пузырь» (2007) — два гея, израильтянин и палестинец, сталкиваются с предрассудками и другими проблемами, встречаясь друг с другом в Тель-Авиве.
- «Разглядеть в темноте» (2012) — роман между двумя геями, израильтянином и палестинцем. Они прилагают все усилия, чтобы оставаться вместе, независимо от закона.
- «Oriented[англ.]» (2015) — документальный фильм о трёх палестинских геях в Тель-Авиве[13].
- «Между[англ.]» (2012) — фильм режиссёра палестинского происхождения Майсалун Хамуд[англ.] о трёх палестинках, снимающих квартиру в Тель-Авиве; по сюжету, одна из них гомосексуальна, но не может рассказать об этом своей семье[14].

## Активизм
В начале 2000-х годов были созданы два объединения по оказанию поддержки палестинским ЛГБТ-людям, живущим в границах Израиля, сектора Газа и Западного берега. «Аль-Каус» («Радуга» на арабском языке), первая официальная палестинская организация ЛГБТ-сообщества, была основана в 2001 году как общественный проект Иерусалимского открытого дома за гордость и терпимость, специально предназначенного для удовлетворения потребностей ЛГБТ-палестинцев, проживающих в Иерусалиме. «Аль-Каус» расширился с момента своего основания и в настоящее время проводит социальные мероприятия в Иерусалиме, Хайфе, Яффе и на Западном берегу в качестве области поддержки членов палестинской общины ЛГБТК. В «Аль-Каусе» также есть телефон доверия.
В 2002 году была сформирована вторая группа, специально предназначенная для удовлетворения потребностей палестинских женщин-лесбиянок: Aswat («Голоса» на арабском языке) был основан в рамках проекта палестинской феминистской неправительственной организации «Кайян» в феминистском центре Хайфы. Асват начинал как анонимный список рассылки, служащий для поддержки палестинских геев, и превратился в созданную рабочую группу, которая проводит ежемесячные встречи примерно для 60 членов и организует лекции, мероприятия и образовательные возможности. Aswat переводит и публикует оригинальные тексты, касающиеся сексуальности и гендерной идентичности, ранее недоступные на арабском языке, и размещает на своем веб-сайте самую большую коллекцию текстов на арабском языке, связанных с гомосексуальностью. Асват работает над повышением осведомленности сообщества о идентичностях палестинцев, геев и женщин.
В 2015 году палестинский художник по имени Халед Джаррар нарисовал радужный флаг на участке стены Западного берега. Группа палестинцев закрасила его. Джаррар сказал, что он нарисовал радужный флаг, чтобы напомнить людям, что, хотя однополые браки были легализованы в Соединенных Штатах, палестинцы все еще живут в оккупации. Джаррар подверг критике закрашивание, заявив, что оно «отражает отсутствие терпимости и свобод в палестинском обществе».
В августе 2019 года Палестинская администрация запретила организациям сообщества ЛГБТК действовать на Западном берегу в ответ на запланированное «Аль-Каусом» мероприятие. Запрет был снят к концу месяца после негативной реакции.